# Listă de incidente petrecute în metroul din București
Acest articol dezvoltă secțiunea Accidente și incidente a articolului principal, Metroul din București.
Această listă cuprinde accidente și incidente petrecute în rețeaua metroului din București de la inaugurare până în prezent. Lista este incompletă, fiind prezente mai mult evenimente recente, despre care pot fi găsite surse online.
Deoarece metroul reprezintă un tip de transport feroviar, accidentele și incidentele produse pe rețea sunt investigate de Agenția de Investigare Feroviară Română (AGIFER).
Încercările de suicid la metrou și căderile accidentale pe șine sunt bine reflectate de presă din cauza perturbărilor de circulație produse, dar numărul lor exact nu este raportat oficial. O statistică din 2011 menționează 6 tentative, din care majoritatea eșuate.

## Construcția primelor trei magistrale
- Pe 1 mai 1987, ambele stații de la Piața Unirii au fost inundate, circulația fiind oprită timp de 5 zile.[5]
- În 1983, stația Piața Unirii 1 a fost inundată în urma lucrărilor la Magistrala II[6]

## Perioada 1990-2010
- 17 noiembrie 2010 — un tren de metrou de tip IVA a deraiat între stațiile Piața Unirii și Timpuri Noi[7]
- 27 aprilie 2010 — un tânăr de 24 de ani s-a aruncat în fața metroului în stația Piața Romană.[8]
- 18 octombrie 2009 — un tren a rămas blocat între stațiile Dristor și Piata Muncii, iar călătorii au fost evacuați prin tunel.[9]
- 25 iunie 2008 — a fost evacuată stația Dristor 1 datorită unui incendiu provocat de un scurt-circuit.[10]
- 26 martie 2008 — frâna unei garnituri s-a blocat între stațiile Grozăvești și Petrache Poenaru, călătorii fiind evacuați în stația Petrache Poenaru.[11]
- 10 ianuarie 2007 — unul din trenurile Bombardier a întâmpinat o cadere de tensiune între stațiile Dristor și Muncii, călătorii fiind evacuați prin tunel[12]
- 18 decembrie 2006 — un vagon de metrou a deraiat în stația Dristor 2, aproximativ 150 de călători fiind evacuați.[13]

## A doua perioadă de extindere
- 9 iunie 2025 - stația Piața Unirii 2 a fost inundată în urma unei ploi torențiale[14]
- 18 mai 2025 - a avut loc un incendiu între Gorjului și Lujerului[15]
- 4 decembrie 2023 — o garnitură stricată între stațiile Eroii Revoluției și Tineretului[16]
- 19 aprilie 2023 — degajări de fum în stația Costin Georgian[17]
- 29 iunie 2022 — un metrou s-a blocat între stațiile Academia Militară și Eroilor 2
- 24 mai 2022 — un tren a luat foc între Piața Romană și Universitate.[18]
- 4 aprilie 2022 — un metrou s-a blocat între stațiile Grivița și Basarab[19]
- 25 iulie 2019 — o persoană a căzut în calea de rulare în stația de metrou Izvor, pe sensul spre Eroilor[20]
- 26 ianuarie 2019 — un tren care intra în Depoul Berceni nu s-a oprit la timp și a deraiat de pe platformele de lucru[21]
- 5 octombrie 2018 — o femeie în vârstă de aproximativ 30 de ani, a fost prinsă între garnitura de metrou și peron, în stația Bazilescu, de un tren care circula în direcția Străulești.[8]
- 16 august 2018 — o persoană a folosit spray lacrimogen provocând evacuarea unui tren în stația Piața Unirii.[22]
- 23 iulie 2018 — o persoană a murit după ce a fost lovită de metrou în stația Nicolae Teclu.[8] În aceeași zi, la un tren CAF de pe M2 s-a rupt bara de torsiune a unui vagon și au fost deteriorate anumite lucrări de artă din tunel. Barele afectate au fost înlocuite de producător.[23]
- 4 mai 2018 — S-a rupt o bară de torsiune la trenul CAF 1117-2117 și au fost deteriorate anumite lucrări de artă din tunel.[23]
- 12 decembrie 2017 — au avut loc o crimă și o tentativă de omor comise de aceeași persoană prin împingerea victimelor în fața trenurilor de metrou. Persoana vinovată a fost condamnată la închisoare pe viață.[24]
- 3 noiembrie 2017 — un jgheab a căzut peste a treia șină între stațiile Eroilor și Izvor. Călătorii au fost evacuați în stația Eroilor[25]
- 14 octombrie 2017 — găsirea unei persoane în tunel pe firul 2, aproape de stația Universitate a dus la perturbări în circulația trenurilor.[8]
- 1 octombrie 2017 — o persoană a fost rănită după ce a căzut pe șine și a fost lovită de un tren în stația de metrou Republica.[8]
- 27 ianuarie 2017 — un bărbat a murit după ce i s-a făcut rău la metrou la stația Timpuri Noi.[8]
- 20 ianuarie 2017 — un incendiu la contactorii electrici a provocat evacuarea stației Universitate și închiderea circulației pe una din liniile către Piața Unirii[26]
- 20 decembrie 2016 — un bărbat de aproximativ 40 ani a fost lovit de metrou, la stația Dimitrie Leonida.[8]
- 21 octombrie 2016 — prezența unui pachet suspect a provocat evacuarea stațiilor Eroilor și Piața Unirii.[27]
- 13 iulie 2016 — în stația de metrou Constantin Brâncoveanu a avut loc o tentativă de suicid, nereușită. Circulația a avut loc în sistem pendul timp de mai bine de o oră.[8]
- 14 iunie 2016 — degajarea de fum de la a treia șină a provocat închiderea stației Piața Victoriei[28]
- 12 aprilie 2016 — un incendiu la un tablou electric a provocat evacuarea stației Piața Romană[29]
- 29 martie 2016 — circulația metroului a fost întreruptă după ce un tren s-a defectat în stația Unirii 2, pe magistrala Pipera — Berceni, unde pasagerii au fost debarcați.[30]
- 28 martie 2016 — un tren a rămas blocat aproximativ 20 de minute între stațiile Piața Muncii și Dristor 2, iar luminile s-au stins în vagoane.[30]
- 24 martie 2016 — un tânăr s-a aruncat în fața trenului în stația Constantin Brâncoveanu, nemaiputând fi salvat.[8]
- 2 martie 2016 — un bărbat în vârstă de 60 de ani a murit, după ce s-a aruncat în fața trenului la stația Izvor.[8]
- 14 decembrie 2015 — a apărut o defecțiune la un tren de metrou de pe magistrala 2 Berceni-Pipera.[30]
- 12 decembrie 2015 — călătorii din stația Piața Unirii au fost evacuați din cauza unui colet suspect, însă alarma s-a dovedit falsă.[31]
- 2 aprilie 2015 — din cauza unui scurtcircuit la un izolator de linie, circulația dintre stațiile Piața Romană și Piața Victoriei s-a desfășurat pe un singur fir timp de o oră[30]
- 14 ianuarie 2015 — a avut loc un incendiu în stația Tineretului, cauzat de fisurarea unei conducte de apă[32]
- 3 decembrie 2015 — un bărbat s-a aruncat pe șinele de metrou în stația Piața Sudului.[8]
- 30 septembrie 2015 — o femeie de 26 de ani a căzut pe șinele de metrou în stația Lujerului.[8]
- 22 septembrie 2015 — un bărbat, în vârstă de 49 de ani, a murit după ce s-a aruncat în fața trenului, în stația Grivița.[8]
- 29 iunie 2015 — un bărbat, în vârstă de aproximativ 35 de ani, a murit după ce a fost lovit de metrou în stația Eroii Revoluției, pe magistrala M2 Pipera-Berceni.[8]
- 23 aprilie 2015 — un bărbat în vârstă de 47 de ani a căzut pe șinele de metrou, în stația Titan, pe sensul spre Republica.[8]
- 2 martie 2015 — o femeie de 55 de ani a căzut pe șinele de metrou în stația Politehnică, după ce i s-a făcut rău.[8]
- 17 februarie 2015 — un tânăr de 19 ani a murit după ce a fost lovit de metrou în stația Păcii.[8]
- 26 iulie 2014 — un bărbat a murit după ce s-a aruncat în fața trenului de metrou în stația Crângași.[8]
- 22 iulie 2014 — circulația trenurilor de metrou pe magistrala Pipera—IMGB a fost îngreunată din cauza defectării unui tren în stația Piața Romană.[30]
- 17 iulie 2014 — o avarie la o șină a provocat închiderea pe un sens a metroului între Piața Romană și Piața Unirii.[30]
- 26 mai 2014 — un bărbat s-a aruncat în fața garniturii de metrou la stația Dristor 1.[8]
- 19 mai 2014 — un bărbat s-a aruncat în fața trenului la stația Piața Universității, murind pe loc.[8]
- 19 august 2013 — o femeie s-a aruncat în fața garniturii de metrou la stația de metrou Piața Unirii 1, murind pe loc.[8]
- 11 martie 2013 — o femeie a murit după ce s-a aruncat în fața metroului în stația Costin Georgian.[8]
- 2 noiembrie 2012 — traficul pe M2 a fost oprit o oră și jumătate din cauza unei căderi de tensiune.[30]
- 16 octombrie 2012 — o femeie a supraviețuit după ce s-a aruncat în fața metroului la stația Dristor 1.[8]
- 31 ianuarie 2012 — o femeie s-a aruncat în fața metroului în stația Piața Sudului.[8]
- 5 aprilie 2011 — o femeie a supraviețuit după ce s-a aruncat în fața unei garnituri la stația Apărătorii Patriei.[8]
- 3 aprilie 2011 — un bărbat a fost rănit după ce s-a aruncat în fața metroului la stația Ștefan cel Mare.[8]
- 1 martie 2011 — un bărbat a scăpat cu viață, după ce a căzut în fața garniturii de metrou din stația Costin Georgian.[8]